# Day Schnabel
Pour les articles homonymes, voir Schnabel.
Day Nora Anna Beltina Thalberg, dite Day Schnabel, née à Vienne le 1er mars 1898 et morte à Paris 15e le 6 mars 1991, est une peintre et sculptrice naturalisée américaine.

## Biographie
Après une formation à la peinture à l'Académie des Beaux-Arts de Vienne, Day Schnabel s'installe à Paris en 1935. Elle est l'élève de Gimond, Malfray, Maillol puis Zadkine. En 1939, elle expose au Salon des Tuileries. L'occupation de la France pendant la Seconde Guerre mondiale la pousse vers les États-Unis. Elle s'installe à New York et y expose régulièrement à partir de 1942. Après la guerre, elle renoue des liens réguliers avec le milieu artistique parisien, participe au Salon des Réalités Nouvelles en 1948, expose dans la jeune galerie de Denise René, et régulièrement au Salon de Mai à partir de 1950.
En 1951 elle expose dans le cadre de la 9th Street Art Exhibition (en) à New York, elle fait partie, dans les années 1950, du groupe d'artistes dit de l'École de New York. Dans les années 60, Day Schnabel participe également à des expositions collectives d'artistes américains, présentées par le Smithonian Institute (1961) ou l'American artist Center (1963) au public parisien.

## Œuvres
- Tour, 1949, Musée d'art moderne de Saint-Étienne[2]
- Relief détaché de son fond, 1951, musée des beaux-arts de Nantes[3]
- The City (four pieces), 1953, Brooklyn Museum[4]
- L'huître, 1964, musée des beaux-arts de Nantes[5]
- Six oeuvres sont conservées au Musée d'art et d'histoire de Meudon

Le parc Paumier à Meudon abrite une œuvre de Day Schnabel.